# Pteropus rennelli
La volpe volante di Rennell (Pteropus rennelli Troughton, 1929) è un pipistrello appartenente alla famiglia degli Pteropodidi, endemico dell'isola di Rennell (Isole Salomone).

## Descrizione

### Dimensioni
Pipistrello di medie dimensioni, con la lunghezza della testa e del corpo tra 154 e 166 mm, la lunghezza dell'avambraccio tra 121 e 126 mm, il peso fino a 170 g e un'apertura alare fino a 87 cm.

### Aspetto
La pelliccia è corta. Il colore generale del corpo è brunastro, con la parte centrale del petto e dell'addome più scura. Le spalle sono fulve mentre la testa è grigio-mbrunastra. Il muso è lungo ed affusolato, gli occhi sono grandi con l'iride castano-bruna. Le orecchie sono lunghe e con l'estremità arrotondata. Le membrane alari sono attaccate lungo i fianchi. La tibia è leggermente ricoperta di peli. È privo di coda, mentre l'uropatagio è ridotto ad una sottile membrana lungo la parte interna degli arti inferiori.

## Biologia

### Comportamento
Si rifugia tra il fogliame degli alberi.

### Alimentazione
Si nutre di frutta.

### Riproduzione
Le femmine danno alla luce un solo piccolo alla volta. Ha una aspettativa di vita di 8-9 anni.

## Distribuzione e habitat
L'areale di questa specie è ristretto all'isola di Rennell nell'arcipelago delle Isole Salomone.

## Tassonomia
In accordo alla suddivisione del genere Pteropus effettuata da Andersen, P. rennelli è stato inserito nello  P. rayneri species Group, insieme a P. rayneri stesso, P. chrysoproctus e P. cognatus. Tale appartenenza si basa sulle caratteristiche di avere un rostro del cranio accorciato, sulla presenza di un ripiano basale nei premolari e sul differente colore della regione anale rispetto al dorso.
Altre specie simpatriche dello stesso genere: P. tonganus.

## Conservazione
La IUCN Red List, considerato l'areale limitato e soggetto ad eventi catastrofici come i cicloni tropicali, classifica P. rennelli come specie in pericolo di estinzione (Endangered).